# Up in Smoke
Up in Smoke (bra: Queimando Tudo) é um filme estadunidense de 1978, do gênero comédia, dirigido por Lou Adler.
O roteiro foi escrito pela dupla de comediantes Cheech Marin e Tommy Chong. O filme foi distribuído pela Paramount Pictures.

## Sinopse
É o primeiro filme da dupla de comediantes Cheech & Chong. Cheech é o tipo latino de adolescente da década de 70. Chong é o desajustado de classe média. O fusca de Chong quebra e Cheech lhe dá uma carona. Fumam um bagulho do tamanho de uma garrafa de 2 litros e Cheech começa a passar mal. Chong lhe dá uns comprimidos, mas por engano não são aspirina. São LSD. Tomam uma geral da polícia, são enquadrados, mas logo depois liberados pela juíza. Chong arruma uma namorada que cheira todo o sapólio que ele deixou cair por engano em um pratinho.
Entre festinhas e batidas policiais vão parar em uma fábrica que disfarça a maconha em utensílios. A partir daí seguem uma viagem em uma van verde, feita de maconha, só que o escapamento vai queimando a erva por onde passam, deixando os que os seguem doidões.

## Elenco
- Cheech Marin .... Pedro De Pacas
- Tommy Chong ....  Anthony 'Man' Stoner
- Strother Martin .... Arnold Stoner
- Edie Adams ....  Sra. Tempest Stoner
- Harold Fong .... Chauffeur
- Richard Novo ....  Richard
- Donald Hotton ....  Bailiff
- Christopher Joy ....  Curtis
- Tom Skerritt ....  Strawberry
- Stacy Keach .... Sargento Stedenko

## Recepção
O filme foi sucesso de bilheteria, mas teve críticas variadas. O site Rotten Tomatoes deu uma percentagem de 38%, enquanto o site IMDB deu-lhe nota 7,0. A crítica de cinema Tracie Cooper, do jornal The New York Times disse que o "filme incrivelmente barato surpreendeu os críticos, rendeu milhões, gerou sequências e cimentou um status cult a Cheech & Chong entre os maconheiros ao redor do globo.